# Marcziányi György
Lovag Marcziányi György (Igló, Szepes vármegye, 1844. április 9. – Budapest, 1898. július 21.) katonatiszt, író, Magyarországon a genealógia és heraldika tudományok egyik úttörője.

## Élete
A lombani nemesi származású Marziani család utódja. Édesapja, Marcziányi Ferenc, édesanyja, Stuhlmüller Johanna volt. A lőcsei és rimaszombati gimnáziumokban végezte alaptanulmányait, majd a hainburgi katonai növeldébe lépett. Hadadpród-káplárként hagyta el a növeldét, és mint 56. gyalogezredbeli hadnagy a náchodi, skalici és kőnigrätzi csatában harcolt. Később a magyar királyi honvédségnél is szolgált. Az osztrák-magyar monarchia alatt, a 70-es évek végén Spanyolországba ment, hol Don Carlos seregében küzdött és Estellánál megsebesült.
Később visszatért Magyarországra és akkor a 80-as évek elején kezdte meg az irodalmi és publicisztikai működését a Fővárosi Lapokban közölt novelláival. A Pester Lloydban, az Egyetértésben, az Urváry-féle Pesti Naplóban, a Frankfurter Zeitungban, a müncheni Allgemeine Zeitungban, a berlini Herold c. folyóiratban közölt szépirodalmi és politikai dolgozatokat. Később a Vasárnapi Újságban, a lipcsei Illustrirte Zeitung és az Über Land und Meerbe irt történelmi közleményeket. 1885. a szombathelyi Dunántul c. politikai lapot szerkesztette. Azóta többnyire a genealogiai és heraldikai irodalom terén működött és a Budapesti Hirlap és bécsi Fremdenblatt egyik történelmi és családtani tárcairója lett. Magyarországon a genealógia és heraldika tudományok egyik úttörője volt.

## Művei
- Párbaj és "kiállás": A párbajképesség kérdése körül felmerült legujabb elmélet fejtegetése. Budapest, 1882
- Becsület és párbaj. A lovagias elégtétel cége alatt űzütt szélhámosság fejtegetése. Budapest, 1883
- Nemesség. Kézi könyv nemesi ügyekben. Bp., 1886
- Ősterreichisch-ungarisches Adelshandbuch stb.